# Tillandsia mazatlanensis
Tillandsia mazatlanensis là một loài thuộc chi Tillandsia. Đây là loài đặc hữu của México.